# Шиїтаке
Шиїта́ке або шіїта́ке (Lentinula edodes; англ. Shiitake від яп. 椎茸、シイタケ, МФА: [ɕіːtake]) — вид їстівних грибів роду лентінула (Lentinula) родини негниючникові (Marasmiaceae). Поширений у Східній Азії. Вирощується на каштанниках.

## Назва
Названий японським словом шиїтаке — «каштанниковий гриб». Використовується в японській, китайській, корейській, тайській та в'єтнамській кухнях як делікатес або приправа. В традиційних суспільствах Сходу його використовували також як медичний препарат. Інші назви — чорний гриб, дубовий гриб, зимовий гриб.

## Лікувальні властивості
Шіїтаке здавен застосовувався в азійській народній медицині. Хімічний склад шіїтаке представлений полісахаридами, зокрема лентинаном, протеїнами, вітамінами. Лентинан виявляє виражену протипухлинну активність. Крім того, шіїтаке містить щавлеву кислоту, яка має антимікробну дію. Як і багато інших грибів, шіїтаке здатні виводити з організму шкідливі речовини, зокрема радіоактивні, адже містять целюлозу й хітин.[джерело?]

## Виробництво
Шіїтаке є другим по важливості грибом, що культивується у промисловості, виробництво якого становить нині 17% загального ринку та зросло на 110% у період між 1990 та 1994 pp. Традиційно, шіїтаке вирощують на дубових колодах, проте нещодавно його почали культивувати на стерильному чи пастеризованому субстраті з метою підвищення врожайності та скорочення часу визрівання культури. Понад 93% шіїтаке виробляють у Японії та Китаї з використанням дубових колод або тирси, проте інші країни також розпочинають виробництво та експериментування з вирощуванням та обробітком Lentinula edodes. 
Останнім часом спостерігається поглиблення інтересу в культивації шіїтаке з наступних причин:
- цінність на міжнародному ринку;
- збільшення імпорту сушеного гриба Японією, яка є головним його споживачем (у 1990 понад 2000 метричних тонн);
- протипухлинна дія, яка приписується грибові рядом авторів[13].

Порівняно мало уваги виявили до вирощування гриба країни, що розвиваються, особливо, у тропічних регіонах, де мільйони тонн відходів, багатих на лігноцелюлозу, залишаються невикористаними. Більшість досліджень про шіїтаке, проведених у Мексиці, були спрямовані на винайдення нових субстратів, що включають: тирсу з різних видів дерев, макуху агави або цукрової тростини [8] та м'якоть кавового плоду. Метою дослідження було оцінити застосування розповсюджених лігноцелюлозних відходів для культивації шіїтаке у Мексиці та інших субтропічних регіонах.
Гриби шіїтаке з успіхом вирощуються в кліматичних умовах України на штучних грибних субстратах.

## Галерея
- Відео росту гриба

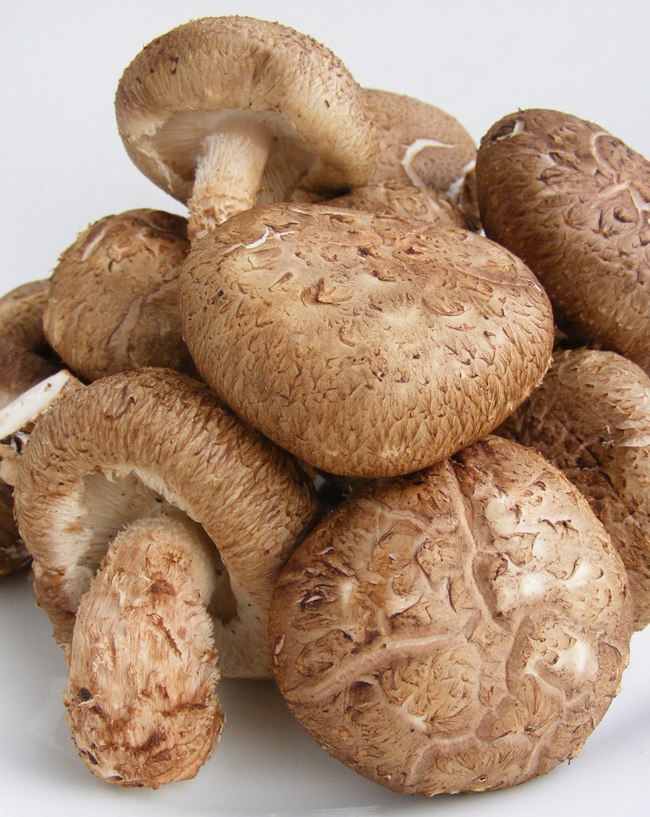
Зібрані гриби
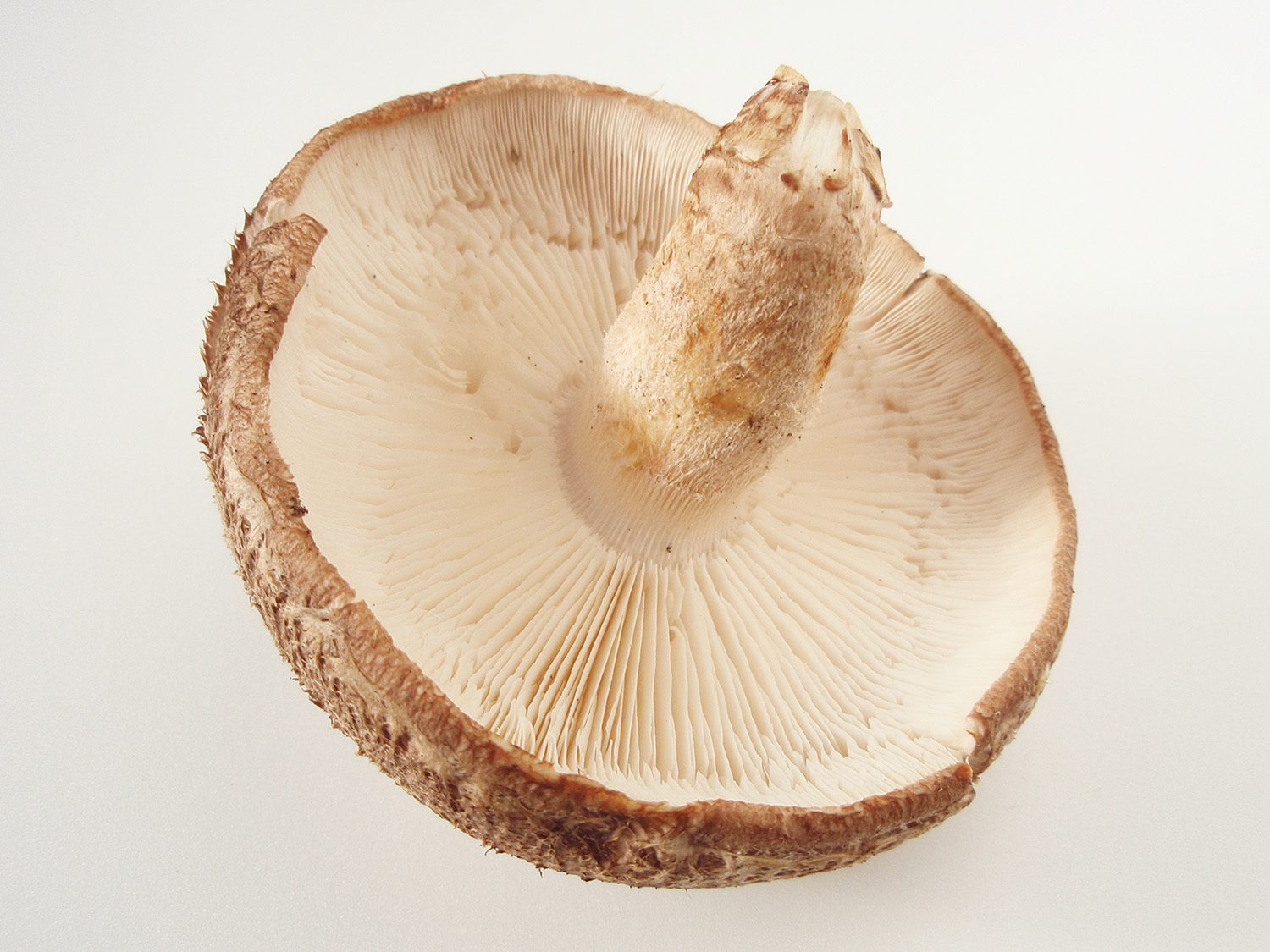
Пластини
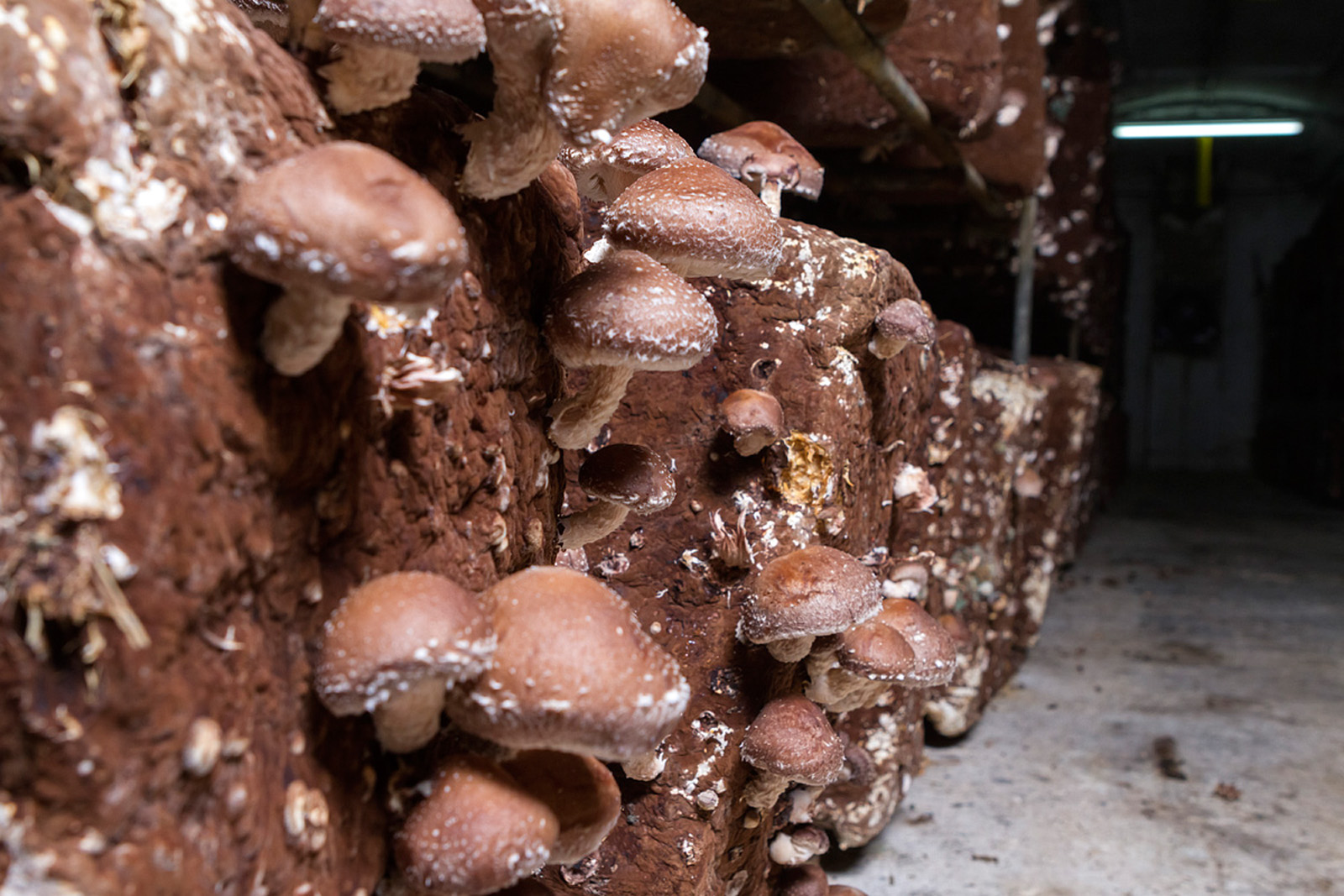
Вирощування грибів
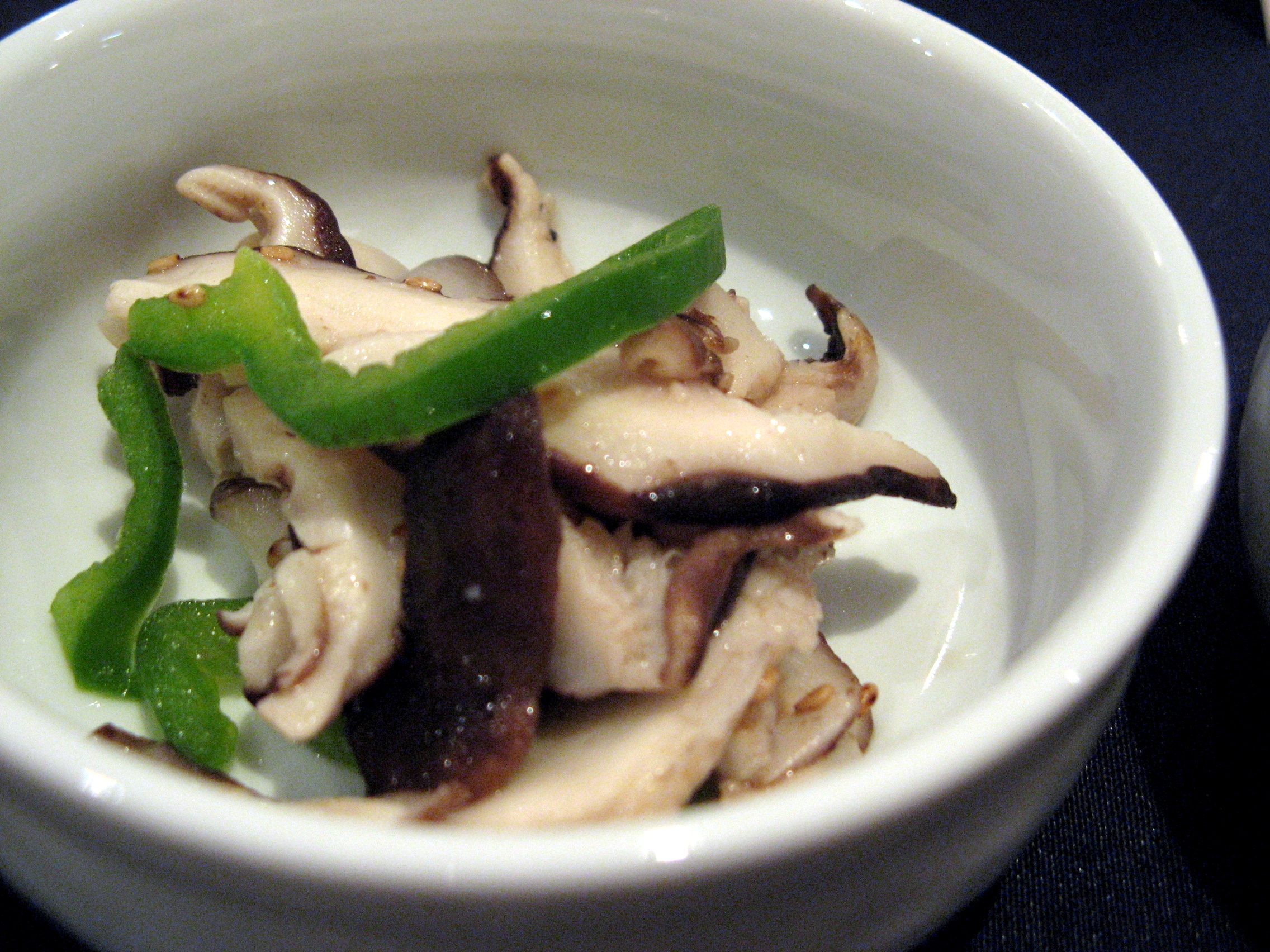
Страва з шіїтаке
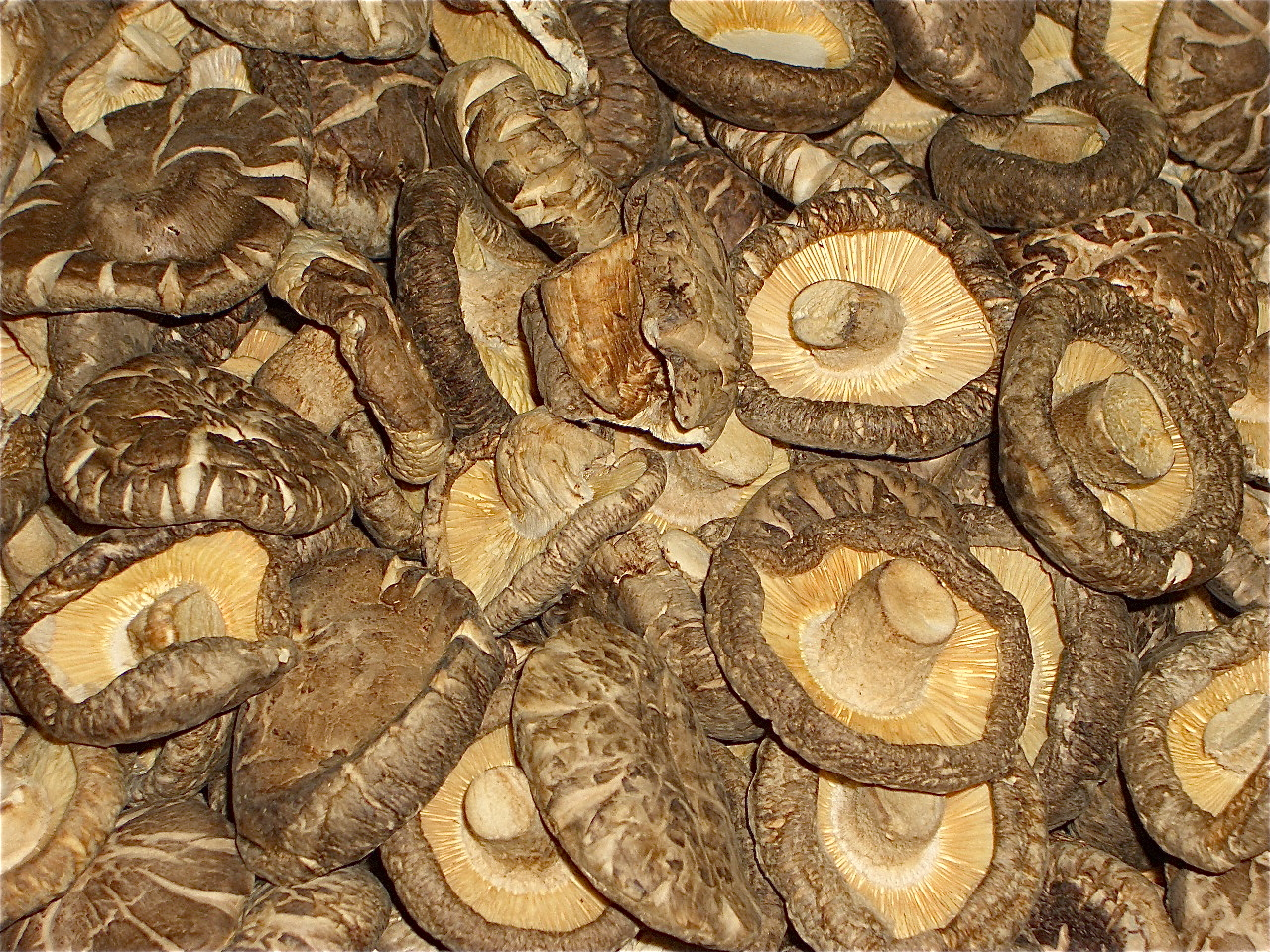
Сушені шіїтаке
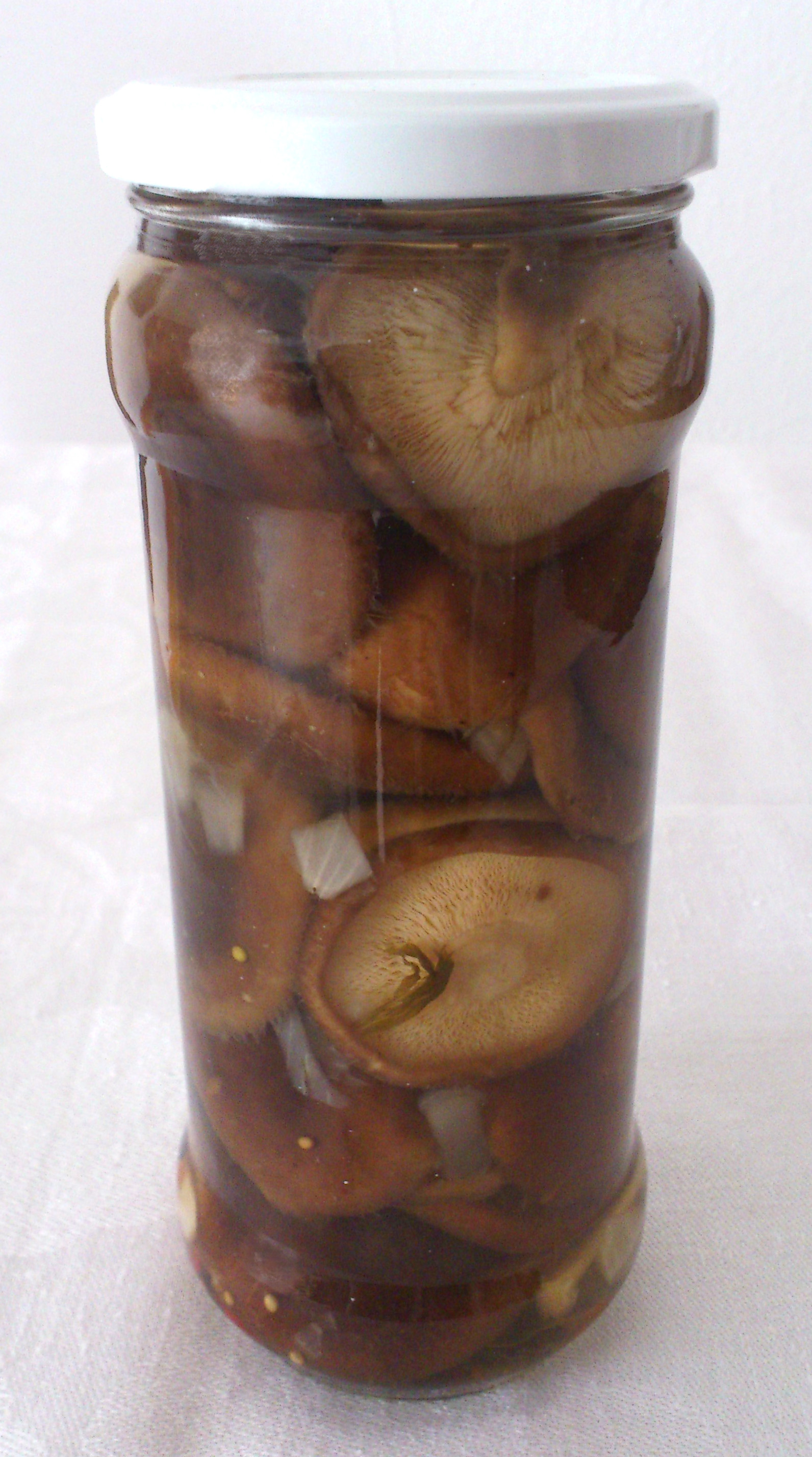
Банка маринованих грибів